# Coucou Bébé 75018
Pour les articles homonymes, voir Coucou (homonymie) et Bébé.
Coucou Bébé 75018 alias Kanoush, est un styliste et artiste parisien connu pour son approche provocante et ironique de la mode. Mélangeant influences street art, culture hip-hop et critique sociale, il s'inscrit dans une esthétique qui flirte avec le vandalisme, le détournement et l'humour noir. Coucou Bébé 75018 attire l'attention grâce à des vêtements aux slogans décalés, comme « Formation Pickpocket » ou « 30 ans de réclusion criminelle », et des pièces customisées aux messages sociopolitiques. Ses créations se retrouvent sur des célébrités comme Rihanna et A$AP Rocky, amplifiant sa notoriété.

## Biographie
Kanoush naît et grandit dans le quartier de Pigalle, à Paris. Fils d'une peintre et d'un publicitaire, il développe très tôt un goût pour l’art et la création visuelle. Malgré un potentiel artistique précoce, il abandonne ses études à 17 ans après avoir été recalé deux fois des Beaux-Arts. C’est dans la rue qu’il commence à s’exprimer, notamment par des collages et des slogans provocateurs apposés sur des murs et des vitrines.

### Carrière
En 2016, Coucou Bébé lance sa marque de textile et se fait remarquer grâce à ses créations vestimentaires atypiques, souvent ornées de messages ironiques tels que « Formation Pickpocket » ou encore « 30 ans de réclusion criminelle ». Ses pièces, qui combinent couture artisanale et esthétique urbaine, deviennent rapidement populaires dans les cercles underground parisiens,.

#### Collaboration avec A$AP Rocky
Coucou Bebe participe à la création de la première collection de la marque American Sabotage, lancée par A$AP Rocky et son collectif AWGE lors de la Fashion Week Printemps/Été 2025 à Paris. La collection, composée de 30 tenues, reflète l’approche de la marque qui mélange art et activisme, avec des créations audacieuses et engagées. Aux côtés de Joshua Jamal et Bede Marchand, Coucou Bebe contribue à cette vision créative. Les chaussures de la collection sont fournies par Puma et les lunettes par Ray-Ban, tandis que d’autres partenaires, tels que Shopify, Alpine, Hennessy et Armand de Brignac, ont soutenu le projet.
Dans le clip de la chanson Riot, A$AP Rocky porte une veste en cuir de la marque Coucou Bébé. Cette veste arbore l'inscription Dumb Shit, faisant référence à son prochain album intitulé Don't Be Dumb, prévu pour une sortie en 2025. Ce choix vestimentaire souligne l'engagement de Rocky envers des créateurs émergents et son intérêt pour des collaborations innovantes dans l'industrie de la mode.

## Style et Philosophie
L'univers de Coucou Bébé 75018 s’inspire fortement du street art, notamment des artistes comme Banksy. La marque se distingue par l’utilisation de slogans ironiques et de détournements de symboles culturels et politiques, créant une esthétique satirique et engagée. Parmi les exemples notables, on trouve des messages provocateurs tels que « Gilet jaune millionnaire » ou « Meurtre dans le bus de nuit ». Le créateur intègre également des images de personnalités politiques comme Élisabeth Borne et Jean-Luc Mélenchon sur ses créations,. De plus, le logo de Saint-Martin-d'Auxigny apparaît sur certaines pièces de la marque, contribuant à une forme de détournement symbolique qui renforce son caractère critique,.
L’univers de Coucou Bébé 75018 s’inspire fortement du street art, notamment des artistes comme Banksy. Il se distingue par l’utilisation de slogans ironiques et de détournements de symboles culturels et politiques, ce qui confère à ses créations une dimension satirique et engagée.
Son travail critique les excès de l’industrie de la mode tout en jouant avec ses codes. Coucou Bébé revendique une production artisanale et limitée, refusant de s’aligner sur les standards de la production de masse.

## Réception et Influence
Coucou bébé gagne rapidement en popularité grâce à ses créations provocatrices et satiriques, mêlant références culturelles et politiques. La marque attire l'attention de nombreuses célébrités, dont Rihanna, 21 Savage,  A$AP Rocky,Offset , Sfera Ebbasta, CL et des membres de groupes de K-pop comme NCT, qui ont été vus portant ses pièces. Son créateur utilise l'humour noir et des messages critiques pour créer des vêtements à la fois choquants et esthétiques. Son approche suscite des réactions variées, certains saluant sa capacité à interpeller la société, tandis que d’autres y voient une simple provocation. Coucou bébé s'est aussi imposée dans la mode émergente, notamment après avoir été repérée lors d’un showroom à la semaine de la mode à Paris,.